# مهرجان روانوك تشوان للحم الخنزير
مهرجان روانوك-تشوان للحم الخنزير هو حدث سنوي يعقد كل عام في شهر مايو على أرض متحف "Brady C. Jefcoat" في مورفريسبورو (كارولاينا الشمالية).
وهو عبارة مسابقة في الطبخ والشوي إلى حد كبير، وتذهب أرباح المهرجان إلى المتحف حيث تستخدم في صيانة المتحف وتشغيله. وفي عام 2010 م تم منح جائزة المركز الأول كتعادل لأول مرة لفريد وودارد من سميثفيلد وفيرجينيا و جيه دبليو. كوندون من نيوبورت، كارولاينا الشمالية. 